# Загородній (Калінінський район)
Загородній (рос. Загородный) — селище в Калінінському районі Тверської області Російської Федерації.
Населення становить 498 осіб. Входить до складу муніципального утворення Михайловське сільське поселення.

## Історія
Від 2005 року входить до складу муніципального утворення Михайловське сільське поселення.

## Населення
| 2010 |
| ---- |
| 498  |